# 나이트캡
나이트캡(영어: Nightcap)이란, 취침전에 술을 마시는 행위이다. 또는, 그때 마시는 술 자체를 가리킨다.

## 나이트캡으로 택해지는 술
맥주나 와인등의 저도수주보다는 리큐르나 증류주등의 고도수주를 택하는 경우가 많다. 전통적인 나이트캡에는 브랜디나 아이리쉬 크림과 같은 크림을 베이스로 한 리큐르가 있다. 또한 나이트캡용으로 사용되는 칵테일군도 존재하고, 그러한 칵테일군을 "나이트캡"이라고 부르고 그 중에는 "나이트캡"이라는 명칭의 칵테일도 존재한다.

## 나이트캡 문화
구미에서는 나이트캡을 일반적인 풍습으로 받아들인다. 또한, 일본의 경우 불면증 해소를 목적으로 나이트캡을 마시는 사람이 불면증을 호소하는 인구의 30%에 달한다.

### 수면과 나이트캡
수면에 대한 에탄올의 영향은 그 섭취량에 따라서 달라진다. 에탄올에는 신경의 긴장을 완화하는 작용이 있어 잠드는 것 자체는 쉬워진다(수면 돌입의 단축효과). 하지만 섭취량이 소량(일본주로 약 270ml정도)이면 렘수면과 논-렘수면의 밸런스가 변하지 않으나, 섭취량이 많아지면 논-렘수면 상태가 장기간 지속된다고(렘수면이 감소한다)하는 수면의 질의 변화가 일어난다. 이 때문에 충분히 휴식하지 않게 된다는 지적도 있다. 또한, 수면 도중 깨거나 일찍 잠이 깨는 현상의 원인이 된다. 이는 에탄올이 섭취 후 짧은 시간동안은 졸음을 유발하지만, 수 시간 후에는 역으로 각성시키는 방향으로 작용하기 때문이다. 또한, 수면시 호흡장애 (수면시 무호흡증)이 있는 경우 에탄올에는 호흡억제작용이 있기 때문에 나이트캡을 하지 않을 것이 권장된다. 더구나 에탄올을 섭취하면 코골이도 심해진다.

### 불면증과 나이트캡
일본인중에는 불면증 해소에 나이트캡을 마시는 사람이 많다. 그 배경에는 "수면제는 무섭다"라고 하는 선입견이 있다. 하지만, 의료관계자에 의하면 나이트캡보다 수면제 쪽이 훨씬 낫다고 한다.
또한, 에탄올 섭취에 의한 수면 돌입 시간 단축효과를 이용하는 일이 반복되어 잠자기 위해서 나이트캡을 마시는 것이 습관화되어 연일 음주를 하게 되면, 에탄올에 대한 내성이 생겨버린다. 결과적으로 지금까지와 동량의 주량으로는 충분하게 취할 수 없기 때문에 서서히 음주량이 늘어난다고 한다. 음주량의 증가나 거르지 않고 술을 마시는 행위는 신체에 부담을 주어 다양한 질병의 원인이 된다고 여겨진다(간에 생기는 질병으로서 알코올성간염등이 유명하지만, 그 외의 장기에도 악영향을 준다.).  애초에 이렇게 거르지 않고 음주하는 것 자체를 피하게끔 권장되고 있으나, 수면을 위해 나이트캡을 마신다고 하는 행위가 습관화한 경우, 술을 마시지 않으면 잠을 잘수 없게 되어 결국 알코올 중독의 한 원인이 될 수 있기에 주의가 필요하다. 이것은 장기간동안 대량의 음주행위에 동반하는 수면의 질 변화의 반발 작용으로서, 금주에 의한 불면증 발생과 수면 전에 꼭 술을 마셔야 한다는 강박증 등의 복수의 이유가 제시되고 있다. 따라서, 나이트캡으로서 사용되는 주류 섭취량이나 섭취법에는 주의가 필요하다.
의료관계자에 의하면, 불면증의 해결책으로서 나이트캡을 마시고 있는 사람은 스트레스 해소를 목적으로 음주하는 사람 보다도 알코올 중독에 걸릴 확률이 크다고 한다.
게다가, 수면제와 나이트캡을 병용하는 것은 자살행위라고까지 여겨지고 있다.

## 같이 보기
- 수면 위생

## 참고 문헌
- 後閑 容子、蝦名 美智子 編集 『基礎看護学 健康科学概論 (第2版)』 廣川書店 2001年3月30日発行 {{ISBN|4-567-57071-5}}
- Sonia Ancoli-Israel 著 大畑 雅洋 監訳 『All I Want is a Good Night's Sleep - ぐっすり眠りたいあなたへ』 はる書房 1999年7月23日発行 {{ISBN|4-938133-90-3}}